# أرتيشتا (مقاطعة كيميروفو)
أرتيشتا (بالروسية: Артышта) هي مدينة في مقاطعة كيميروفو في روسيا.